# Wiedemannia hughesi
Wiedemannia hughesi är en tvåvingeart som beskrevs av Smith 1969. Wiedemannia hughesi ingår i släktet Wiedemannia och familjen dansflugor. Inga underarter finns listade i Catalogue of Life.